# Anse d'Ainault (arrondissement)
Anse d'Ainault  (em crioulo, Anse), é um arrondissement do Haiti, situado no departamento do Grande Enseada. De acordo com o censo de 2003, Corail tem uma população total de 67 652  habitantes.

## Comunas
O arrondissement de Anse d'Ainault  é composto por 3 comunas.
- Anse-d'Ainault
- Dame Marie
- Les Irois